# Greta Zimmer Friedman
Greta Zimmer Friedman (Wiener Neustadt, 5 de junho de 1924 - Richmond 8 de setembro de 2016) foi uma austríaca naturalizada norte-americana, imortalizada na fotografia icônica de um beijo em plena Times Square de Nova York, na comemoração do fim da Segunda Guerra Mundial em 1945.
A fotografia, denominada V-J Day in Times Square, foi tirada pelo fotógrafo Alfred Eisenstaedt no dia 14 de agosto de 1945 e publicada uma semana depois pela revista Life.

## Biografia
Nascida na Áustria, saiu de sua terra natal em 1939, fugindo do nazismo. Nos Estados Unidos, estudou no "Fashion Institute of Technology" e trabalhou desenvolvendo design de brinquedos e em roupas para bonecas. Em agosto de 1945, trabalhava num consultório odontológico como assistente de dentista, por isso estava vestida com uma roupa branca, similar à das enfermeiras, no momento do registro iconográfico.
Em 1956, casou-se com Mischa Friedman e mudou-se para Frederick, onde trabalhou na "Hood College" restaurando livros.
Somente em 2012, Greta reencontrou o marinheiro George Mendonsa, autor do beijo.
Greta Friedman faleceu em 2016, aos 92 anos de idade.